# Operace Highjump

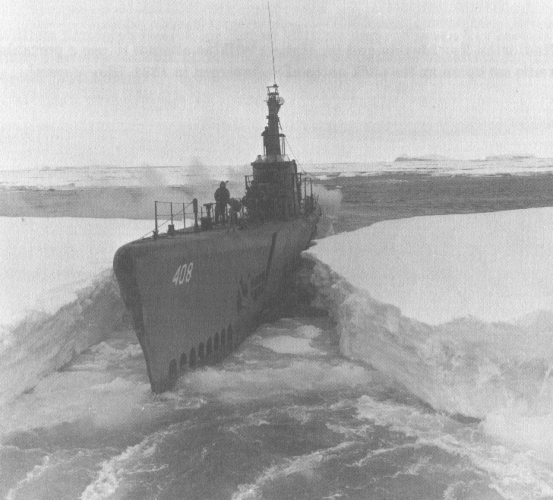
ponorka USS Sennet (SS-408)

Operace Highjump (zkratka OpHjp) byla operace námořnictva Spojených států organizovaná admirálem Richardem E. Byrdem pod velením admirála Richarda Cruzena. Probíhala v Antarktidě od 26. srpna 1946 do roku 1947. Do akce se zapojilo 4700 vojáků, 23 letadel a 13 lodí (včetně jedné letadlové lodi).
Oficiální cíle mise byly následující:
1. vycvičit personál pro jeho nasazení v chladných oblastech
2. upevnit a rozšířit moc Spojených států nad oblastí antarktického kontinentu
3. prozkoumat možnost založení polárních základen a jejich teoretické umístění
4. otestovat technologie pro založení a spravování leteckých základen na ledovém podloží (pro pozdější využití v Grónsku)
5. prohloubit geografické znalosti o oblasti

## Průběh
První částí operace bylo shromáždění všech jednotek na námořní základně v Norfolku (některé lodě prozatím kotvily u kalifornského pobřeží). Zde byly rozděleny do pěti skupin (tři skupiny lodní, jedna skupina tvořená jedinou letadlovou lodí a velitelská skupina zapojená nepřímo).
12. prosince 1946 dorazila Western Group (západní skupina) na Markézy a začala monitorovat počasí v oblasti. Od 24. prosince začala být vysílána z lodě Currituck letadla na průzkumné lety nad Antarktidu. Eastern Group (východní skupina) na konci prosince připlula na ostrov Petra Velikého. 30. prosince skupina zaznamenala ztrátu tří mužů, kteří zemřeli po havárii jejich hydroplánu (George One) v bouři. Zbývajících šest přeživších bylo zachráněno o 13 dní později. Central Group (centrální skupina lodí) dorazila dne 15. ledna 1947 do Velrybí zátoky (u Rooseveltova ostrova), kde byly na ledovcích postaveny dočasné přistávací dráhy. V průběhu příštích týdnů probíhala operace jako taková, bylo především pořízeno asi 70 tisíc leteckých snímků. Velká část těchto snímků byla ale později vyhodnocena jako neužitečná, protože jí chyběly pozemní kontrolní body (což znamenalo, že nikdo nedovedl určit, z jakého místa fotky přesně jsou), tento problém byl ale dořešen operací Windmill příští rok.
22. února 1947 byla z oblasti stažena Central Group, 1. března Western Group a 4. března Eastern Group.

## Nasazené lodě
Eastern Group (východní skupina)
velel kapitán George J. Dufek
- nosič hydroplánů Pine Island (AV-12)
- tanker Canisteo (AO-99)
- torpédoborec Brownson (DD-868)

Western Group (západní skupina)
velel kapitán Charles A. Bond
- nosič hydroplánů Currituck (AV-7)
- tanker Cacapon (AO-52)
- torpédoborec Henderson (DD-785)

Central Group (centrální skupina)
velel armirál Richard E. Byrd
- velitelská loď Mount Olympus (AGC-8)
- ledoborec Burton Island (AG-88)
- ledoborec Northwind (WAG-282)
- zásobní loď Yancey (AKA-93)
- zásobní loď Merrick (AKA-97)
- ponorka Sennet (SS-408)

Carrier Group (letadlová loď)
- letadlová loď  Philippine Sea (CV-47)

## Konspirační teorie
Podle některých konspiračních teoretiků nebyly oficiální cíle operace jejími skutečnými cíli (například kvůli příliš velkému počtu nasazených jednotek, předčasnému ukončení operace a minimálním výsledkům). Operace prý byla zástěrkou pro eliminaci nacistické letecké nebo vědecké antarktické základny. Na základě tohoto tématu vytvořil Robert Doherty své sci-fi novely Area 51[zdroj⁠?!].

### Související článek
- Nové Švábsko